# 청소년헌장
청소년헌장(靑少年憲章)은 미래사회를 이끌어 나갈 청소년들의 건전한 가치관을 정립하고 청소년의 건전육성을 위한 범국민적 공감대를 형성하기 위해 제정된 헌장. 청소년의 이상과 포부를 제시한 전문과, 청소년의 권리·의무, 가정의 기능, 학교의 사명, 청소년 건전육성을 위한 국가와 사회의 역할 및 책임을 담은 5개항의 본문으로 구성되었으며 1990년 5월 12일 선포되었다. 한국에서 처음 제정된 이 헌장은 청소년에 대한 가정·학교·사회·국가의 책무와 유기적 역할을 규정, 모든 유관 부처가 강력한 정책으로 이를 뒷받침함으로써 청소년문제에 적극 대처할 방침으로 마련한 것이다.